# Bilma (département)
Bilma est un département du Niger situé au nord-est de la région de Agadez. C'est à la fois le plus vaste et le moins peuplé des départements du Niger.

## Géographie

### Administration
Bilma est un département de 286 279 km² de la région de Agadez.

Son chef-lieu est la ville de Bilma.
Son territoire se décompose en :
- Communes urbaines : Bilma.
- Communes rurales : Dirkou, Djado, Fachi.

### Situation
Le département de Bilma est entouré par :
- au nord : l'Algérie et la Libye,
- à l'est : le Tchad,
- au sud : la région de Diffa et de Zinder (département de Gouré)
- à l'ouest : les départements de Tchirozérine et Arlit.

### Relief et environnement

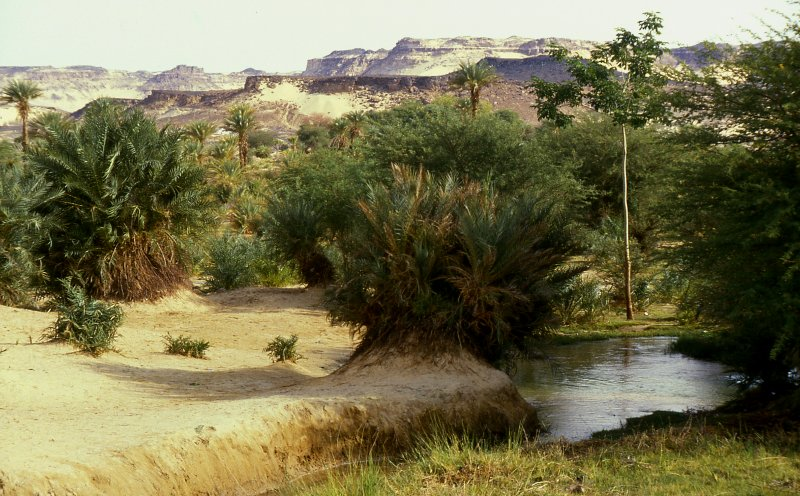
L'oasis de Bilma.

Le département est situé dans la zone Saharienne du Niger. Il est occupé en grande partie par le désert du Ténéré.
Il est caractérisé par des grands ergs ponctués de quelques oasis comme Bilma, Chirfa, Dirkou, Djado, Fachi et Séguédine.

### Climat
Bilma connait un climat désertique chaud (Classification de Köppen BWh), extrêmement aride, au domaine hyper-aride avec des précipitations annuelles quasi-nulles, typique du Ténéré, une région désertique situé dans la zone saharienne hyper-aride au cœur du plus grand désert chaud au monde. Le climat y est extrêmement chaud avec des étés longs, prolongés et extrêmement chauds avec des températures moyennes maximales supérieures à 40 °C pendant près de 7 mois consécutifs avec un maximum supérieur à 44 °C en juin alors que les « hivers » sont froids, avec des températures avoisinant les 0 °C. Les températures moyennes maximales annuelles avoisinent 38 °C. La durée moyenne annuelle de l'insolation est supérieure à 4 000 h par an et les précipitations moyennes annuelles sont environ de 12 mm mais présentent une grande variabilité inter-annuelle. De plus, le degré hygrométrique de l'air est extrêmement faible, se situant entre 15 % et 20 % en moyenne par an et l'air y est encore plus sec que le reste du Sahara. C'est une des régions plus chaudes, les plus arides et les plus ensoleillées au monde.
| Mois                              | jan. | fév. | mars | avril | mai  | juin | jui. | août | sep. | oct. | nov. | déc. | année |
| --------------------------------- | ---- | ---- | ---- | ----- | ---- | ---- | ---- | ---- | ---- | ---- | ---- | ---- | ----- |
| Température minimale moyenne (°C) | 8,7  | 11,4 | 14,5 | 20,1  | 24,1 | 25,3 | 25,5 | 26,6 | 23,6 | 19,5 | 12,2 | 8,3  | 18,32 |
| Température moyenne (°C)          | 18,2 | 21,7 | 24,9 | 30,4  | 33,5 | 34,7 | 34,3 | 34,4 | 32,7 | 29,3 | 22,7 | 18,5 | 27,93 |
| Température maximale moyenne (°C) | 27,7 | 31,9 | 35,3 | 40,6  | 42,9 | 44,1 | 43   | 42,1 | 41,8 | 39,1 | 33,1 | 28,7 | 37,53 |
| Précipitations (mm)               | 0    | 0    | 0    | 0     | 0    | 0    | 1,8  | 2,2  | 7,4  | 0,9  | 0    | 0    | 12,3  |
| Humidité relative (%)             | 17   | 14   | 12   | 10    | 11   | 13   | 18   | 24   | 16   | 14   | 15   | 19   | 15,3  |

## Population
La population est estimée à 27 146 habitants en 2011.
Les considérations ci-avant sur l'environnement et le climat expliquent une densité de 0,1 habitant/km².
Le département est peuplé principalement de Guezibida, de Toubous et de Kanouris.